# 긴키 자동차도
긴키 자동차도(일본어: 近畿自動車道, KINKI EXPRESSWAY)는 오사카부 스이타시의 스이타 분기점에서 마쓰바라시의 마쓰바라 분기점까지 이어주는 총 연장 28.4 km의 거리를 가진 고속도로이자 고속자동차국도(高速自動車国道)이다. 약칭은 일반적으로 따질 때 긴키도(近畿道, KINKI EXPWY)이다. 그러나 고속도로의 넘버링상에서의 노선 번호는 한와 자동차도의 마쓰바라 나들목에서 와카야마 분기점 사이의 구간과 더불어 E26으로 할당되어 있는 것으로 보인다. 

## 개요
주고쿠 자동차도 및 오사카부도 제2호 오사카 중앙 환상선과 함께 병설되어 있는 오사카 외곽 순환도로를 이루고 있다. 북부 지역인 메이신 고속도로 및 주고쿠 자동차도와도 직결되어 있으며, 긴키도가 생기기 전까지만 하여도 나라현, 미나미오사카, 와카야마 방향으로 향하게 될 경우와 더불어, 메이신·주고쿠도 방향으로 향하게 될 때에는 한신 고속도로 1호 환상선을 반드시 거쳐야 하는 필수 도로를 만족해야 하는 조건이 있어야 한다.
다만, 속도 제한과 같은 경우 스이타 나들목에서 이바라키 본선 요금소까지의 구간은 시속 60 km/h로 제한되어 있고, 그 외의 나머지 구간은 80 km/h로 제한된다. 
그러니까 상술한 바와 같이 서일본 고속도로(NEXCO 서일본)에서 지정된 도로명을 가진 긴키 자동차도의 경우, 고속자동차국도 상으로 볼 때 긴키 자동차도 덴리 스이타 선으로 지정되어 있지만, 일반적으로 알려진 긴키도의 실질적인 구간은 스이타 분기점에서 마쓰바라 나들목 사이의 구간의 고속도로를 가리킨다. 다만, 긴키 자동차도 이세 선과 나고야 고베 선, 쓰루가 선 등과 같이 여타의 법정 노선명으로 지정된 긴키 자동차도의 구간을 볼 때 다른 도로명으로 구별되어 있다. 그래서 혼동을 방지하기 위함이기도 하다.

## 통과하는 지자체
※ 통과하는 지자체에는 2~3회 이상 경유하는 지자체가 별도로 포함되어 있음.
- 오사카부
  - 스이타시 - 이바라키시 - 셋쓰시 - 모리구치시 - 가도마시 - 쓰루미구 - 가도마시 - 쓰루미구 - 다이토시 - 쓰루미구 - 히가시오사카시 - 야오시 - 히가시오사카시 - 야오시 - 히라노구 - 야오시 - 히라노구 - 마쓰바라시

## 접촉하는 도로

### 고속도로
- 주고쿠 자동차도
- 메이신 고속도로
- 한신 고속도로 12호 모리구치 선
- 제2게이한 도로(일본어판)
- 한신 고속도로 13호 히가시오사카 선
- 한신 고속도로 14호 마쓰바라 선
- 한신 고속도로 2호 요도가와사간 선
- 니시메이한 자동차도(일본어판, 중국어판)

### 일반 국도, 부도 (府道)
- 국도 제25호선
- 국도 제42호선
- 오사카부도 제5호 오사카고 야오 선
- 오사카부도 제179호 스미요시 야오 선

## 노선 개황

### 차선 및 최고 속도
| 구간                            | 차선 (도로) 양방향=상행선+하행선 | 속도 제한 |
| ------------------------------- | -------------------------------- | --------- |
| 스이타 JCT/IC - 이바라키 요금소 | 4=2+2                            | 60 km/h   |
| 이바라키 요금소 - 셋쓰기타 IC   | 4=2+2                            | 80 km/h   |
| 셋쓰기타 IC - 셋쓰미나미 IC     | 5=3+2                            | 80 km/h   |
| 셋쓰미나미 IC - 가도마 JCT      | 4=2+2                            | 80 km/h   |
| 가도마 JCT - 마쓰바라 JCT       | 6=3+3                            | 80 km/h   |
| 마쓰바라 JCT 내                 | 4=2+2                            | 80 km/h   |

- 도쿄 외환 자동차도와 마찬가지로 도로 조명등은 전 구간에 걸쳐 설치되어 있다.

### 휴게소, 간이 휴게소
휴게 시설은 상행선에는 야오 휴게소가, 하행선 역시 히가시오사카 간이 휴게소 등 2개소가 설치되어 있다. 그러나 히가시오사카 간이 휴게소에는 세븐일레븐이라는 편의점이 영업중이다. 상행선인 야오 휴게소의 경우 화장실만 운영된다. 다만 주유소나 레스토랑 등이 설치된 서비스 휴게소, 간이 휴게소 등은 아예 없다.

### 관리자
- NEXCO 서일본 간사이 지사
  - 스이타 관리사무소 : 스이타 JCT - 나가하라 IC
  - 미나미오사카 고속도로 사무소 : 나가하라 IC - 마쓰바라 JCT

#### 고속도로 라디오
- 긴키이바라키 : 스이타 JCT - 셋쓰기타 IC
- 히가시오사카 : 가도마 JCT - 히가시오사카 JCT
- 야오 : 히가시오사카키타 IC - 야오 요금소

### 요금 체계
예전에는 요금이 균일제로 적용되었지만, 2017년 6월 3일부로 전자 요금 징수(ETC) 제도가 도입되면서 이를 이용하는 것을 기본으로 삼아지는 대 거리제로 변경되었다. 다만 非ETC 차량은 단순 지불 방식 그대로 이용 가능한 최장 구간에 대한 요금으로 이루어져 있어 이와 동일시되는 구간 및 차종이라도 해당 방향에 따라 요금에만 차이가 날 수도 있다. 사업 허가상으로 볼 때 구간 요금제로 이루어져 있어, 기존의 대거리제 구간과는 이용 거리를 통합하여 합산되지 않는 대신, 별도의 요금이 산정된다. 
요금 수준은 대도시 근교 구간과 동일하게 적용받는 반면, 非ETC 차량의 부담이 늘어날 것을 고려하더라도, 격변 완화 조치에 따라 하한 및 상한 요금이 별도로 설정되어 있다.
※ 레이와 원년 (2019년) 10월 1일부로 요금이 일부 개정.
- 경자동차 외 : 하한 250엔 - 상한 640엔
- 보통차 : 하한 270엔 - 상한 760엔
- 중형차 : 하한 280엔 - 상한 800엔
- 대형차 : 하한 340엔 - 상한 1,150엔
- 특대차 : 하한 460엔 - 상한 1,800엔

### 교통량
24시간 교통량(대당 기준, 도로교통 센서스 기준)
| 구간                                   | 헤이세이17 (2005년) | 헤이세이22 (2010년) | 헤이세이27(2015년) |
| -------------------------------------- | ------------------- | ------------------- | ------------------ |
| 스이타JCT - 셋쓰기타IC                 | 081,362             | 065,461             | 065,433            |
| 셋쓰기타IC - 셋쓰미나미IC              | 102,581             | 087,039             | 085,325            |
| 셋쓰미나미IC - 모리구치JCT             | 090,446             | 075,418             | 075,301            |
| 모리구치JCT - 가도마IC                 | 090,446             | 075,418             | 074,581            |
| 가도마IC - 가도마JCT                   | 078,096             | 065,875             | 065,420            |
| 가도마JCT - 다이토쓰루미IC             | 078,096             | 063,225             | 100,503            |
| 다이토쓰루미IC - 히가시오사카키타IC    | 098,626             | 106,593             | 121,553            |
| 히가시오사카키타IC - 히가시오사카JCT   | 082,599             | 092,322             | 108,062            |
| 히가시오사카JCT - 히가시오사카미나미IC | 085,673             | 080,043             | 090,752            |
| 히가시오사카미나미IC - 야오IC          | 093,468             | 095,529             | 104,432            |
| 야오IC - 나가하라IC                    | 076,380             | 076,729             | 085,378            |
| 나가하라IC - 마쓰바라JCT               | 116,150             | 114,000             | 118,266            |
| 마쓰바라JCT - 마쓰바라IC               | 116,662             | 123,144             | 121,902            |

(출처 : 平成22年度道路交通センサス·平成27年度全国道路・街路交通情勢調査 (국토교통성 홈페이지)의 일부 데이터를 발췌하여 작성함)
2002년도 하루 평균 교통량 (2003년도 일본도로공단 연보에서)
- 총 교통량 : 13만8033대 (전년 대비 97.5%)
- 요금 수입
  - 연간 : 226억2906만7000엔 (95.8%)
  - 하루 평균 : 6199만7000엔